# Taylor Springs (Illinois)
Taylor Springs es una villa ubicada en el condado de Montgomery en el estado estadounidense de Illinois. En el Censo de 2010 tenía una población de 690 habitantes y una densidad poblacional de 256,91 personas por km².

## Geografía
Taylor Springs se encuentra ubicada en las coordenadas 39°7′51″N 89°29′43″O / 39.13083, -89.49528. Según la Oficina del Censo de los Estados Unidos, Taylor Springs tiene una superficie total de 2.69 km², de la cual 2.6 km² corresponden a tierra firme y (3.18%) 0.09 km² es agua.

## Demografía
Según el censo de 2010, había 690 personas residiendo en Taylor Springs. La densidad de población era de 256,91 hab./km². De los 690 habitantes, Taylor Springs estaba compuesto por el 98.12% blancos, el 0.14% eran afroamericanos, el 0.29% eran amerindios, el 0% eran asiáticos, el 0% eran isleños del Pacífico, el 0% eran de otras razas y el 1.45% pertenecían a dos o más razas. Del total de la población el 1.16% eran hispanos o latinos de cualquier raza.